# Championnat d'Angleterre de football de quatrième division 2013-2014
Navigation
Édition précédente Édition suivante
La saison 2013-2014 de League Two est la cinquante-sixième édition de la quatrième division anglaise.
Les vingt-quatre clubs participants au championnat sont confrontés à deux reprises aux vingt-trois autres.
À la fin de la saison, les trois premiers sont promus en League One et les quatre suivants s'affrontent en barrages pour une place dans la division supérieure.
Les deux derniers sont relégués en Conference National.

## Les 24 clubs participants
| \| Accrington Wimbledon Bristol Burton Bury Cheltenham Chesterfield Dagenham & Redbridge Exeter City Fleetwood Town Hartlepool United Mansfield Town Morecambe Newport County Northampton Oxford Plymouth Portsmouth Rochdale Scunthorpe United Southend Torquay Wycombe York City \| Localisation des clubs engagés dans le championnat. |
| Accrington Wimbledon Bristol Burton Bury Cheltenham Chesterfield Dagenham & Redbridge Exeter City Fleetwood Town Hartlepool United Mansfield Town Morecambe Newport County Northampton Oxford Plymouth Portsmouth Rochdale Scunthorpe United Southend Torquay Wycombe York City                                                           |

| Club                 | Stade                  | Capacité | Ville                |
| -------------------- | ---------------------- | -------- | -------------------- |
| Accrington Stanley   | Crown Ground           | 5 057    | Accrington           |
| AFC Wimbledon        | Kingsmeadow            | 4 720    | Kingston upon Thames |
| Bristol Rovers       | Memorial Stadium       | 12 011   | Bristol              |
| Burton Albion        | Pirelli Stadium        | 6 912    | Burton upon Trent    |
| Bury                 | Gigg Lane              | 11 840   | Bury                 |
| Cheltenham Town      | Abbey Business Stadium | 7 066    | Cheltenham           |
| Chesterfield         | B2net Stadium          | 10 600   | Chesterfield         |
| Dagenham & Redbridge | Victoria Road          | 6 078    | Dagenham             |
| Exeter City          | St James Park          | 8 451    | Exeter               |
| Fleetwood Town       | Highbury Stadium       | 5 094    | Fleetwood            |
| Hartlepool United    | Victoria Park (en)     | 7 691    | Hartlepool           |
| Mansfield Town       | Field Mill             | 10 000   | Mansfield            |
| Morecambe            | Globe Arena            | 6 476    | Morecambe            |
| Newport County       | Newport Stadium        | 4 700    | Newport              |
| Northampton Town     | Sixfields Stadium      | 7 653    | Northampton          |
| Oxford United        | Kassam Stadium         | 12 500   | Oxford               |
| Plymouth Argyle      | Home Park              | 16 388   | Plymouth             |
| Portsmouth           | Fratton Park           | 20 224   | Portsmouth           |
| Rochdale             | Spotland Stadium       | 10 249   | Rochdale             |
| Scunthorpe United    | Glanford Park          | 9 088    | Scunthorpe           |
| Southend United      | Roots Hall             | 12 392   | Southend-on-Sea      |
| Torquay United       | Plainmoor              | 6 104    | Torquay              |
| Wycombe Wanderers    | Adams Park             | 10 284   | High Wycombe         |
| York City            | Bootham Crescent       | 7 872    | York                 |

## Compétition

### Classement
Le classement est établi sur le barème de points classique (victoire à 3 points, match nul à 1, défaite à 0).
Pour départager les égalités, on tient d'abord compte de la différence de buts générale, puis du nombre de buts marqués, puis des confrontations directes et enfin si la qualification ou la relégation est en jeu, les deux équipes jouent une rencontre d'appui sur terrain neutre.
| Rang | Équipe               | Pts  | J  | G  | N  | P  | Bp | Bc | Diff |
| ---- | -------------------- | ---- | -- | -- | -- | -- | -- | -- | ---- |
| 1    | Chesterfield         | 84   | 46 | 23 | 15 | 8  | 71 | 40 | +31  |
| 2    | Scunthorpe United R  | 81   | 46 | 20 | 21 | 5  | 68 | 44 | +24  |
| 3    | Rochdale             | 81   | 46 | 24 | 9  | 13 | 69 | 48 | +21  |
| 4    | Fleetwood Town       | 76   | 46 | 22 | 10 | 14 | 66 | 52 | +14  |
| 5    | Southend United      | 72   | 46 | 19 | 15 | 12 | 56 | 39 | +17  |
| 6    | Burton Albion        | 72   | 46 | 19 | 15 | 12 | 47 | 42 | +5   |
| 7    | York City P          | 71   | 46 | 18 | 17 | 11 | 52 | 41 | +11  |
| 8    | Oxford United        | 62   | 46 | 16 | 14 | 14 | 53 | 50 | +3   |
| 9    | Dagenham & Redbridge | 60   | 46 | 15 | 15 | 16 | 53 | 59 | -6   |
| 10   | Plymouth Argyle      | 60   | 46 | 16 | 12 | 18 | 51 | 58 | -7   |
| 11   | Mansfield Town P     | 60   | 46 | 15 | 15 | 16 | 49 | 58 | -9   |
| 12   | Bury R               | 59   | 46 | 13 | 20 | 13 | 59 | 51 | +8   |
| 13   | Portsmouth R         | 59   | 46 | 14 | 17 | 15 | 56 | 66 | -10  |
| 14   | Newport County       | 58   | 46 | 14 | 16 | 16 | 56 | 59 | -3   |
| 15   | Accrington Stanley   | 57   | 46 | 14 | 15 | 17 | 54 | 56 | -2   |
| 16   | Exeter City          | 55   | 46 | 14 | 13 | 19 | 54 | 57 | -3   |
| 17   | Cheltenham Town      | 55   | 46 | 13 | 16 | 17 | 53 | 63 | -10  |
| 18   | Morecambe            | 54   | 46 | 13 | 15 | 18 | 52 | 64 | -12  |
| 19   | Hartlepool United R  | 53   | 46 | 14 | 11 | 21 | 50 | 56 | -6   |
| 20   | AFC Wimbledon        | 53-3 | 46 | 14 | 14 | 18 | 49 | 57 | -8   |
| 21   | Northampton Town     | 53   | 46 | 13 | 14 | 19 | 42 | 57 | -15  |
| 22   | Wycombe Wanderers    | 50   | 46 | 12 | 14 | 20 | 46 | 54 | -8   |
| 23   | Bristol Rovers       | 50   | 46 | 12 | 14 | 20 | 43 | 54 | -11  |
| 24   | Torquay United       | 45   | 46 | 12 | 9  | 25 | 42 | 66 | -24  |

| Légende : Qualifications et relégations | Légende : Qualifications et relégations                                            |
| --------------------------------------- | ---------------------------------------------------------------------------------- |
|                                         | Promu en League One                                                                |
|                                         | Qualification pour les barrages d'accession en League One                          |
|                                         | Relégation en Conférence National                                                  |
|                                         | R : Relégué en 2012-2013 P : Promu en 2012-2013- -1 : Point(s) de pénalité reçu(s) |

1. ↑  AFC Wimbledon se voit retirer trois points pour avoir aligné un joueur inéligible.

### Barrages
|  | Demi-finales    | Demi-finales  | Demi-finales | Demi-finales   |   |  | Finale | Finale | Finale |  |  |  |  |  |  |  |
|  |                 |               |              |                |   |  |        |        |        |  |  |  |  |  |  |  |
|  |                 |               |              |                |   |  |        |        |        |  |  |  |  |  |  |  |
|  |                 |               |              |                |   |  |        |        |        |  |  |  |  |  |  |  |
|  | Fleetwood Town  | 1             | 0            |                |   |  |        |        |        |  |  |  |  |  |  |  |
|  | Fleetwood Town  | 1             | 0            |                |   |  |        |        |        |  |  |  |  |  |  |  |
|  | York City       | 0             | 0            |                |   |  |        |        |        |  |  |  |  |  |  |  |
|  | York City       | 0             | 0            | Fleetwood Town | 1 |  |        |        |        |  |  |  |  |  |  |  |
|  |                 |               |              |                | 1 |  |        |        |        |  |  |  |  |  |  |  |
|  |                 | Burton Albion | 0            |                |   |  |        |        |        |  |  |  |  |  |  |  |
|  | Southend United | Burton Albion | 0            | 0              | 2 |  |        |        |        |  |  |  |  |  |  |  |
|  | Southend United |               |              |                |   |  |        |        |        |  |  |  |  |  |  |  |
|  | Burton Albion   | 1             | 2            |                |   |  |        |        |        |  |  |  |  |  |  |  |
|  | Burton Albion   | 1             | 2            |                |   |  |        |        |        |  |  |  |  |  |  |  |

|  | Tirs au but |

|  | Score de l'équipe recevant |

## Équipe-type de l'année
Le 28 avril 2014 est publiée l'équipe incluant les meilleurs joueurs de Championship de la saison 2013-2014 :
| Poste             | Joueur           | Équipe            |
| ----------------- | ---------------- | ----------------- |
| Gardien de but    | Tommy Lee        | Chesterfield FC   |
| Arrière droit     | Michael Smith    | Bristol Rovers    |
| Défenseur central | Ian Evatt        | Chesterfield FC   |
| Défenseur central | Liam Cooper      | Chesterfield FC   |
| Arrière gauche    | Michael Rose     | Rochdale AFC      |
| Ailier droit      | Ian Henderson    | Rochdale AFC      |
| Milieu de terrain | John-Joe O'Toole | Bristol Rovers    |
| Milieu de terrain | Antoni Sarcevic  | Fleetwood Town    |
| Ailier gauche     | Gary Roberts     | Chesterfield FC   |
| Attaquant         | Sam Winnall      | Scunthorpe United |
| Attaquant         | Scott Hogan      | Rochdale AFC      |